# Clancy of the Overflow
"Clancy of The Overflow" è una poesia di Banjo Paterson, pubblicata per la prima volta nel The Bulletin, una rivista australiana, il 21 dicembre 1889. La poesia è nel tipico stile di Paterson, che offre una vista romantica della vita rurale, ed è una delle sue opere più note.

## Storia
La poesia è scritta dal punto di vista di un abitante della città che una volta ha incontrato il personaggio del titolo, un tosatore e drover (mandriano), ed ora invidia i piaceri dello stile di vita di Clancy, che confronta alla vita della "polverosa, sporca città" e la sua "l'eterna giravolta del libro-paga e del giornale".
nel mormorio delle brezze e del fiume nei suoi alvei,
e vede la splendida visione delle pianure inondate dal sole che si estende,
e nella notte la meravigliosa gloria delle stelle eterne»
Il titolo viene dall'indirizzo di una lettera che il cittadino invia. "The Overflow" è il nome della cattle station dove Clancy stava lavorando quando si sono incontrati.
La poesia si basa su una storia vera vissuta in prima persona da Banjo Paterson. Nel periodo in cui lavorava come avvocato gli era stato chiesto di inviare una lettera ad un uomo di nome Thomas Gerald Clancy, chiedendo il pagamento di un debito che non era ancora stato ricevuto. Banjo inviò la lettera al "The Overflow", una cattle station a 100 chilometri a sud-ovest di Nyngan, e ben presto ricevette una risposta che diceva:
"Clancy è andato nel Queensland a condurre la mandria e non sappiamo dov'è"
La lettera sembrava come se fosse stata scritta con un dito immerso nel catrame, ed è da questo che Banjo Paterson trovò l'ispirazione per la poesia, insieme al metro della stessa.
La bush ballad è stata ben accolta e fece crescere molta curiosità circa l'identità di "The Banjo". Poco dopo la sua pubblicazione, Rolf Boldrewood, autore di Robbery Under Arms (1882), scrisse nella sua rubrica letteraria per il The Australasian che "Clancy of the Overflow" era "la migliore bush ballad dai tempi di Gordon".
Clancy fa un cameo in un altro popolare poema di Banjo Paterson, "The man from Snowy River", che fu pubblicato l'anno successivo.
Nel 1897, Thomas Gerald Clancy scrisse una poesia per rispondere a Banjo Paterson con il titolo di "Clancy's Reply" (La risposta di Clancy).

## Testo
| I had written him a letter which I had, for want of better Knowledge, sent to where I met him down the Lachlan, years ago, He was shearing when I knew him, so I sent the letter to him, Just `on spec', addressed as follows, `Clancy, of The Overflow'. And an answer came directed in a writing unexpected, (And I think the same was written with a thumb-nail dipped in tar) 'Twas his shearing mate who wrote it, and verbatim I will quote it: `Clancy's gone to Queensland droving, and we don't know where he are.' In my wild erratic fancy visions come to me of Clancy Gone a-droving `down the Cooper' where the Western drovers go; As the stock are slowly stringing, Clancy rides behind them singing, For the drover's life has pleasures that the townsfolk never know. And the bush hath friends to meet him, and their kindly voices greet him In the murmur of the breezes and the river on its bars, And he sees the vision splendid of the sunlit plains extended, And at night the wond'rous glory of the everlasting stars. I am sitting in my dingy little office, where a stingy Ray of sunlight struggles feebly down between the houses tall, And the foetid air and gritty of the dusty, dirty city Through the open window floating, spreads its foulness over all And in place of lowing cattle, I can hear the fiendish rattle Of the tramways and the 'buses making hurry down the street, And the language uninviting of the gutter children fighting, Comes fitfully and faintly through the ceaseless tramp of feet. And the hurrying people daunt me, and their pallid faces haunt me As they shoulder one another in their rush and nervous haste, With their eager eyes and greedy, and their stunted forms and weedy, For townsfolk have no time to grow, they have no time to waste. And I somehow rather fancy that I'd like to change with Clancy, Like to take a turn at droving where the seasons come and go, While he faced the round eternal of the cash-book and the journal -- But I doubt he'd suit the office, Clancy, of `The Overflow'. | Gli avevo scritto una lettera che spedii, in mancanza di meglio, Dove l'ho conosciuto laggiù nel Lachlan, anni fa Stava tosando quando l'ho incontrato, così gli ho mandato la lettera, Sperando che la ricevesse, indirizzata come segue, “Clancy, dell'Overflow” E la risposta fu immediata, in una lettera inattesa, (E credo che fosse stata scritta con un pollice immerso nel catrame) Era il suo compare che l'aveva scritta, e la citerò testualmente: “Clancy è andato nel Queensland a condurre la mandria, e non sappiamo dov'è” Nelle mie selvagge erratiche fantasticherie rividi Clancy A portare le mandrie giù per il Cooper dove vanno i mandriani dell'Ovest; Mentre gli animali incordano lentamente, Clancy cavalca cantando al loro fianco, Perché la vita del mandriano ha piaceri che i cittadini non conoscono mai. Ed il bush ha degli amici in serbo per lui, e le loro gentili voci lo ringraziano Nel mormorio delle brezze e del fiume nei suoi alvei, E vede la splendida visione delle pianure inondate dal sole che si estende, E nella notte la meravigliosa gloria delle stelle eterne. Io sto seduto nel mio piccolo e squallido ufficio, dove un debole Raggio di sole lotta flebilmente tra gli alti palazzi, E l'aria fetida e grezza della polverosa, sporca città Fluttua attraverso la finestra aperta, diffondendo la sua bruttezza ovunque Ed al posto del bestiame muggente, riesco a sentire il diabolico rumore Dei tram e dei bus che si affrettano per la strada, Ed il linguaggio osceno dei monelli che litigano, Arriva lieve e a tratti attraverso il battere incessante dei piedi. E le persone frettolose mi deprimono, ed i loro pallidi visi mi perseguitano Mentre si prendono a spallate nella loro corsa e nella fretta nervosa, Con i loro occhi avidi ed ardenti, e le loro figure striminzite ed allampanate, Perché i cittadini non hanno tempo per cambiare, non hanno tempo da perdere. Ed in qualche modo immagino che mi piacerebbe fare a cambio con Clancy, Come fare un turno di transumanza dove le stagioni vanno e vengono, Mentre lui affronterebbe l'eterna giravolta del libro-paga e del giornale – Ma dubito che l'ufficio faccia per lui, Clancy, dell'Overflow. |